# Rigidoporus eminens
Rigidoporus eminens är en svampart som beskrevs av Y.C. Dai 1998. Rigidoporus eminens ingår i släktet Rigidoporus och familjen Meripilaceae.   Inga underarter finns listade i Catalogue of Life.